# Большие Жары
Большие Жары — деревня в Расловском сельском поселении Судиславского района Костромской области России.

## История
Деревни Жары и Кондратово в конце XVII века входили в состав вотчины бояр Шестовых, центром которой была деревня Домнино. При женитьбе Ксении Ивановны Шестовой на Фёдоре Никитиче Романове домнинская волость была, по всей видимости, передана ей в приданое. После восшествия на престол Бориса Годунова в 1598 году, представители рода Романовых были сосланы, Ксения Ивановна заточена в монастырь, а их вотчины отобраны. После воцарения в 1613 году Михаила Фёдоровича Романова — сына Ксении Ивановны и Фёдора Никитича, вотчины, в том числе и домнинская, были Романовыми возвращены и Ксения Ивановна, носившая к тому времени монашеское имя Марфа, многие деревни домнинской вотчины передала московскому Спасскому монастырю.
При секуляризации в 1764 году деревня Жары была изъята в казну, а затем пожалована костромскому дворянину стольнику И. И. Колычеву. В 1777 году деревней владел его сын М. И. Колычев, тогда в деревне находилась его усадьба.
Согласно Спискам населенных мест Российской империи в 1872 году деревня Жар большой (Жары большие) относилась к 2 стану Костромского уезда Костромской губернии. В ней числилось 9 дворов, проживало 20 мужчин и 25 женщин.
Согласно переписи населения 1897 года в деревне Большой Жар проживало 59 человек (28 мужчин и 31 женщина).
Согласно Списку населенных мест Костромской губернии в 1907 году деревня относилась к Апраксинской волости Костромского уезда Костромской губернии. По сведениям волостного правления за 1907 год в ней числилось 15 крестьянских дворов и 85 жителей. Основным занятием жителей деревни, помимо земледелия, был извоз.
До муниципальной реформы 2010 года деревня входила в состав Калинковского сельского поселения Судиславского района.

## Население
| 1877 | 1897 | 1907 | 2008 | 2010 | 2014 |
| ---- | ---- | ---- | ---- | ---- | ---- |
| 45   | ↗59  | ↗85  | ↘3   | →3   | ↗4   |